# 萬寶路站
萬寶路站是快速交通系統豪登列車位於豪登省萬寶路的地鐵站。其於2010年6月8日開放，為奧利弗·坦博國際機場提供服務。

## 地點
萬寶路站位於3號國道東繞道和同名郊區萬寶路大道交匯處的西南角附近。其周邊地區主要是住宅區，包括著名的亞歷山德拉鎮。

### 公共交通導向型開發
豪登列車項目的主要目標之一是通過公共交通導向型開發來減少對汽車的依賴性及其相關擁堵。在萬寶路，這通過連接周邊分散區域和跨越萬寶路大道的行人天橋來實現。此外，公共交通導向型開發計劃將萬寶路區劃分為多個區域，特別是弗蘭肯瓦爾德和遠東銀行。

## 車站佈局
萬寶路站有四條軌道、一個島式月台、兩個側式月台以及1,200個停車位。由於車站是南北線往比勒陀利亞以及機場線往奧利弗·坦博國際機場之前的最後一站，因此其通過使用島式月台來成為跨月台轉車站。

## 畫廊

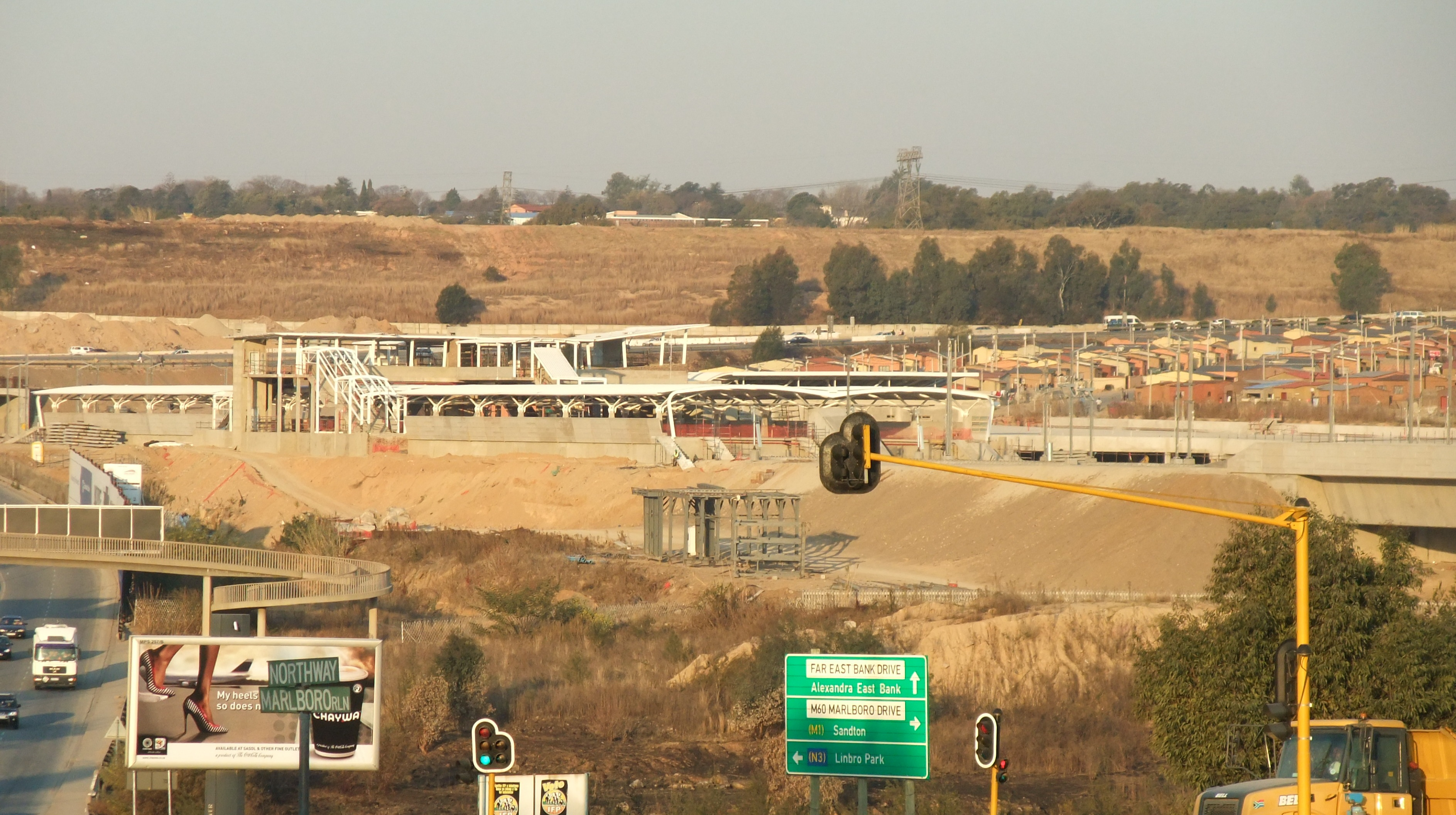
正在建設中的萬寶路站

## 外部連結
- Official Sandton station site

26°05′01″S 28°06′41″E / 26.0836°S 28.1114°E